# Jean-Edern Hallier
Jean-Edern Hallier (Saint-Germain-en-Laye; 1 de marzo de 1936 - Deauville; 12 de enero de 1997) fue un escritor y polemista francés conocido por ser muy crítico con el PS en general y con François Mitterand en particular.
Junto a Philippe Sollers fue uno de los impulsores del semanario crítico Tel Quel.
El Evangelio del loco (Planeta Ed., Barcelona, 1987) es una de sus obras más conocidas.

## Obras
- Les Aventures d'une jeune fille (1963)
- Le Grand Écrivain (1967)
- La Cause des peuples (1972)
- Chagrin d'amour (1974)
- Le premier qui dort réveille l'autre (1977)
- Chaque matin qui se lève est une leçon de courage (1978)
- Lettre ouverte au colin froid (1979) (ISBN 978-2-226-00861-9)
- Fin de siècle (1980)
- Bréviaire pour une jeunesse déracinée (1982)
- L'Évangile du fou (1986) / El Evangelio del loco, Planeta Ed., Barcelona, 1987
- Fidel Castro, conversations au clair de lune (1990)
- La Force d'âme (1992)
- Je rends heureux (1992)
- L'Honneur perdu de François Mitterrand (1996)
- Les Puissances du mal (1996)
- Journal d'outre-tombe (1997)
- Fax d'outre-tombe (2007)